# Google Browser Sync
Google Browser Sync é um plugin para o navegador Mozilla Firefox lançado pelo Google em 2006 que continuamente sincroniza as configurações de seu navegador - incluindo favoritos, histórico, cookies, senhas salvas estado das abas - através de todos os computadores que estiverem com o plugin instalado. Também permite que se restaure abas e janelas abertas através de diferentes máquinas e sessões de navegadores. Em 2008 o desenvolvimento do plugin foi descontinuado e o código publicado pela licença BSD. 